# Cao Ngọc Phương Trinh
Cao Ngọc Phương Trinh (sinh 4 tháng 8 năm 1972) là một nữ vận động viên Judo của Việt Nam, người đã ba lần liên tiếp vô địch SEA Games 16, 17 và 18. Năm 1996, tại Olympic Atlanta (Mỹ), Cao Ngọc Phương Trinh là vận động viên Việt Nam đầu tiên giành quyền dự tranh ở môn Judo tại một kỳ Olympic. Trong đợt tập huấn tại Đài Loan chuẩn bị cho SEA Games 19, chị bị bể sụn chêm gối trái, phải phẫu thuật, và cuối cùng đã giã từ thảm đấu khi đang ở phong độ tốt nhất của mình.
Hiện nay, Cao Ngọc Phương Trinh đang là giáo viên giáo dục thể chất và huấn luyện viên Judo tại Câu lạc bộ Minh Khai (trường trung học phổ thông Nguyễn Thị Minh Khai).